# Eugoa sordidata
Eugoa sordidata är en fjärilsart som beskrevs av Adalbert Seitz 1914. Eugoa sordidata ingår i släktet Eugoa och familjen björnspinnare. Inga underarter finns listade i Catalogue of Life.